# Émergence (álbum de Natasha St-Pier)
Emergence es el álbum debut de la cantante franco-canadiense Natasha St-Pier, lanzado en el otoño de 1996.

## Listado de temas
1. Sans le savoir (single) - 4:44
2. Il ne sait pas (single) - 4:13
3. Les magiciens - 5:01
4. Pourquoi tu m'aimes - 3:56
5. J'aim cru trouver l'amour - 3:16
6. Mou'tian - 4:10
7. Le parcours du coeur - 4:15
8. Portés par la vague (single) - 4:26
9. Friends - 4:07
10. Le monde à refaire - 4:22
11. Repose ton âme - 5:00

- Datos: Q1823097